# Peter Boettke
Peter Joseph Boettke (/ ˈbɛtki /; * 3. ledna 1960 Rahway) je americký ekonom rakouské školy. V současné době je vysokoškolským profesorem ekonomie a filozofie na George Mason University, profesorem BB&T pro studium kapitalismu, viceprezidentem pro výzkum a ředitelem programu F.A. Hayeka pro pokročilé studium filozofie, politiky a ekonomie na George Mason University.

## Osobní život
Mimo jeho rozsáhlou kariéru jako profesor ekonomie je také atlet. Na střední a vysoké škole byl také hráčem basketballu a tenisu. Dokonce jeho první zaměstnání při studiu ekonomie bylo instruktor tenisu. Také trénoval mládež basketball a poté také i na středních školách, kde se kvalifikoval do mistrovství. Byl také uveden jako kouč v místní basketbalové síni slávy ve Virginii. Boettke žije ve Virginii se svou ženou a dvěma syny.

## Raný život a vzdělání
Boettke se narodil v New Jersey Fredovi a Elinorovi Boettke. Poté se přestěhoval do Pensylvánie, aby navštěvoval Thiel College v Greenville a později Grove City College. Právě na Grove City College se začal zajímat o ekonomii, když navštěvoval kurz vyučovaný Hansem Sennholzem. Po dokončení bakalářského studia (1983) v ekonomii na Grove City College navštěvoval Univerzitu George Masona, kde získal magisterský (1987) a poté doktorský titul (1989) v ekonomii s prací nazvanou Politická ekonomie sovětského socialismu v letech 1918–1928 pod vedením Dona Lavoie.

## Profesní život
Poté, co Boettke získal doktorský titul na Univerzitě George Masona, učil na několika vysokých školách, včetně Oakland University, Manhattan College a New York University. V roce 1998 se vrátil na Univerzitu George Masona jako člen fakulty. Kromě toho byl Boettke členem institutu pro válku, revoluci a mír na Stanfordově univerzitě během akademických let 1992–1993, FA Hayek Fellow v letech 2004 a 2006 na London School of Economics a hostujícím profesorem a vědeckým pracovníkem na Ruské akademii věd v Moskvě a na Institutu Maxe Plancka pro výzkum ekonomických systémů v Jeně (Německo), na Vysoké škole ekonomické ve Stockholmu, na Středoevropské univerzitě a na Univerzitě Karlově v Praze. V březnu 2011 byl Boettke členem Fulbrightovy komise na Vysoké škole ekonomické v Praze. Od roku 2011 je Boettke členem katedry filozofie na George Mason University a v roce 2012 mu byl udělen doktorský titul v sociálních vědách na Francisco Marroquín University.
Kromě akademických funkcí je také viceprezidentem pro výzkum ve středisku Mercatus na George Mason University a ředitelem programu F.A. Hayeka pro studium filozofie, politiky a ekonomiky. Do roku 2007 byl Boettke také ředitelem postgraduálního studia ekonomie na Univerzitě George Masona. Působí jako editor časopisu The Review of Austrian Economics na Georgea Mason University a je prezidentem Montpelerinské společnosti. V letech 2015–2017 působil Boettke jako předseda The Southern Economic Association. Jako předseda působil i v dalších společnostech: v letech 2013–2018 v The Association of Private Enterprise Education a v letech 1999–2001 v The Society for the Development of Austrian Economics. V roce 2013 se stal Founding Honorary President World Interdisciplinary Network for Institutional Research.
Na George Mason University vyučuje Boettke seminář filozofie, politiky a ekonomie (PPE), který byl založen s cílem prozkoumat nejnovější výzkumy a proniknout do těchto tří oborů napříč společenskými a humanitními vědami. Jako učitel se Boettke snaží šířit nadšení pro ekonomický způsob myšlení a důležitost ekonomických myšlenek pro budoucí generace vědců a občanů. Jeho způsob vyučování mu vynesl řadu vyznamenání, včetně ceny Golden Dozen Award. V roce 2005 Boettke obdržel cenu Charles Koch Distinguished Alumnus Award od Institutu humanistních studií na George Mason University a cenu Jack Kennedy Award od Grove City College. V letech 2012 a 2013 Boettke obdržel doktorát v sociálních vědách od Universidad Francisco Marroquin a Alexandru Ioan Cuza University.
Skrze analytický rámec byl velmi ovlivněn paradigmatem Rakouské školy, stejně jako intelektuální tradicí zosobněnou hlavními mysliteli ekonomického myšlení – jako Adam Smith, F.A. Hayek, James M. Buchanana a Elinor Ostromová. Boetkke rozvinul robustní politicky ekonomický výzkumný program, který rozšiřuje pochopení toho, jak se jednotlivci chovají skrz rozšířenou tržní poptávku volnou pro rozšíření prosperity pro společnost a jak institucionální uspořádání formuje, posiluje nebo potlačuje individuální volby, které vedou k trvalému ekonomickému vývoji.

## Analytický anarchismus
Analytický anarchismus v angličtině analytical anarchism je pojmenování přímo Petera Boettkeho, jde o politickou ekonomii anarchismu nebo anarchismus z pohledu ekonomie. Boettke tvrdí, že se analytický anarchismus vyvinul z tradic a v dnešní době z něj vychází množství ekonomů, jako například Peter Leeson, Edward Stringham a Christopher Coyne, tito profesoři jsou spojeni s Mecatus Center a s fakultou ekonomie na George Mason University.

## Publikace

### Knihy:
- Living Economics: Yesterday, Today, and Tomorrow (Nezávislý institut and Universidad Francisco Marroquin 2012) ISBN 978-1-59813-072-0.
- Context Matters: Institutions and Entrepreneurship (spoluautorství s Christopherem Coynem (profesor)) (Now Publishers, 2009) ISBN 978-1601982063
- The Battle of Ideas: Economics and the Struggle for a Better World
- Is an Independent Non-Profit Sector Prone to Failure? (spoluautorství s Davidem Prychitkem)
- The Political Economy of Soviet Socialism: The Formative Years, 1918–1928 (Kluwer, 1990) ISBN 0-7923-9100-4.
- Why Perestroika Failed: The Economics and Politics of Socialism Transformation (Routledge, 1993) ISBN 0-415-08514-4.
- Calculation and Coordination: Essays on Socialism and Transitional Political Economy (Routledge, 2001) ISBN 0-415-77109-9.
- The Economic Way of Thinking with Paul Heyne and David Prychitko (Pearson, 2014) ISBN 978-0-13-299129-2.
- Aligica, Paul Dragos; Boettke, Peter (2009). Challenging Institutional Analysis and Development: The Bloomington School. Routledge. ISBN 978-0-415-77820-6.

### Knihy, které editoval:
- Market Process: Essays in Contemporary Austrian Economics with David Prychitko. Edward Elgar, 1994.
- The Collapse of Development Planning. New York University Press, 1994.
- The Elgar Companion to Austrian Economics. Elgar, 1994
- The Market Process, 2 volumes, with David Prychitko. Elgar, 1998
- The Legacy of F. A. Hayek: Politics, Philosophy, Economics, 3 volumes. Edward Elgar, 1999
- Socialism and the Market: The Socialist Calculation Debate Revisited, 9 volumes. Routledge, 2000.
- The Economic Role of the State (ed. with Peter Leeson). Cheltenham: Edward Elgar, under contract.
- The Legacy of Ludwig von Mises: Theory and History, ed. with Peter Leeson. 2 vols. Aldershot: Edward Elgar, 2006. ISBN 978-1-84064-402-9
- The Economic Point of View, the first volume of Israel Kirzner's Collected Works, editováno s Fredericem Sautet and publikováno Liberty Fund, December 2009.
- Handbook On Contemporary Austrian Economics, Edward Elgar, 2010.
- Market Theory and the Price System, the second volume of Israel Kirzner's Collected Works, edited with Frederic Sautet and published by Liberty Fund, 2011.
- Essays on Capital, the third volume of Israel Kirzner's Collected Works, editováno s Fredericem Sautet and published by Liberty Fund, 2012.
- The Oxford Handbook of Austrian Economics, with Christopher Coyne, 2015.